# Cour militaire de justice
La Cour militaire de justice est durant un court temps, dans la justice française, une juridiction d'exception créée pendant la guerre d'Algérie, par ordonnance du président de la République, Charles de Gaulle, en date du 1er juin 1962. Elle remplace alors le Haut Tribunal militaire, créé en 1961 et supprimé quelques jours plus tôt.
Cependant, le Conseil d'État, dans un grand arrêt du 19 octobre 1962, annule l'ordonnance du 1er juin 1962 créant la Cour militaire de justice :

« Considérant qu'il ne résulte pas de l'instruction que, eu égard à l'importance et à la gravité des atteintes que l'ordonnance attaquée apporte aux principes généraux du droit pénal, en ce qui concerne, notamment, la procédure qui y est prévue et l'exclusion de toute voie de recours, la création d'une telle juridiction d'exception fût nécessitée par l'application des déclarations gouvernementales du 19 mars 1962 ; que les requérants sont, dès lors, fondés à soutenir que ladite ordonnance, qui excède les limites de la délégation consentie par l'article 2 de la loi du 13 avril 1962, est entachée d'illégalité ; qu'il y a lieu, par suite, d'en prononcer l'annulation. »

Le gouvernement initie le vote par le Parlement de la loi du 20 février 1963 qui prolongea l'existence de cette Cour pour juger les affaires pendantes. La Cour est finalement remplacée en 1963 par la Cour de sûreté de l'État.
Durant son existence, la Cour est présidée par le général d'armée Edgard de Larminat, puis, après son suicide le 1er juillet 1962, par le général de corps d'armée Roger Gardet. Elle siège au Fort-Neuf de Vincennes, dans le 12e arrondissement de Paris. 
Elle a notamment servi à juger les auteurs de l’attentat du Petit-Clamart et Roger Degueldre, de l’Organisation de l'armée secrète (OAS).